# One Mic
Singles de Nas
Got Ur Self A... Made You Look
Pistes de Stillmatic
Rewind 2nd Childhood
One Mic est une chanson de Nas, tirée de l'album Stillmatic. Ce titre, produit par Chucky Thompson et Nas, a été publié en single le 16 avril 2002

## Classement et distinctions
One Mic s'est classé 7e au Billboard Hot Rap Songs et 43e au Billboard Hot 100.
Le single a été nommé pour les MTV Video Music Awards 2002 dans la catégorie « Vidéo de l'année » et pour les Grammy Awards 2003 dans la catégorie « Best Music Video ».

## Clip
Le clip est réalisé par Chris Robinson. Tourné à Los Angeles et à New York, le clip devait être à l'origine tourné en Afrique et revenir sur les émeutes de Soweto. Mais en raison des restrictions sur les voyages consécutives aux attentats du 11 septembre 2001, les émeutes filmées dans le clip l'ont finalement été à Los Angeles avec la participation d'une équipe de baseball locale qui jouait les émeutiers.